# Kuifje en de Alfa-kunst
Kuifje en de Alfa-kunst (Tintin et l'Alph-Art) is het vierentwintigste en laatste, en tevens een onvoltooid gebleven verhaal uit de reeks Kuifjestrips van de Belgische tekenaar Hergé (1907-1983). Hergé stierf tijdens de productie. Zijn weduwe Fanny Vlamynck respecteerde zijn wens dat niemand na zijn overlijden de Kuifje-reeks zou voortzetten en dit verhaal is om die reden officieel nooit afgemaakt. 
Wat rest zijn vooral ruwe tekeningen en een onafgewerkt scenario, evenals ongeveer twee volledig met potlood uitgewerkte pagina's. De eerste uitgave, in het Frans, verscheen in oktober 1986. Het bevat 42 onafgewerkte pagina's en elke bladzijde bestaat zoals gebruikelijk uit vier stroken strips. In het Nederlands verscheen het onafgemaakte album in februari 1987. De uitgave kwam tot stand dankzij Benoît Peeters en Hergés weduwe.

## Verhaal
Wanneer kapitein Haddock hoort dat Bianca Castafiore weer op komst is, vlucht hij naar Brussel. De kapitein is sowieso al uit zijn normale doen sinds hij min of meer gedwongen is gestopt met het drinken van whisky. Het toeval wil dat Castafiore ook in de stad rondloopt. De kapitein kan een ontmoeting alleen voorkomen door een galerij binnen te lopen. Daar staan werken van de kunstenaar Ramo Nash, die letters uitbeelden: Alfa-kunst. Henri Fourcart, de directeur van de galerie, wil een afspraak met Kuifje maken om hem naar eigen zeggen belangrijk nieuws mede te delen, maar komt niet opdagen. Later blijkt dat Fourcart bij een auto-ongeluk is omgekomen. Als Kuifje het een en ander wil onderzoeken, wordt er een aanslag op hem gepleegd. Onduidleijk is wie daarachter zit.
Toevalligerwijs gaan Kuifje en Haddock naar een voorstelling van de magiër Endaddine Akkass, die Kuifje ergens van meent te herkennen. Kuifje vermoedt ook dat Akkass iets met de dood van Fourcart te maken heeft. Kuifje en Haddock gaan naar het eiland Ischia, vlak bij Napels, waar Akkass een villa bezit. Kuifje ontdekt dat Akkass een kunstvervalser is, maar wordt opgesloten. Akkass besluit Kuifje te doden door vloeibaar polyester over hem heen te gieten. Op die manier zou Kuifje verworden tot een kunstwerk, dat Akkass wil verkopen. Op het moment dat Kuifje uit zijn cel gehaald wordt om dit lot te ondergaan, eindigt het onafgemaakte verhaal van Hergé.  

## Analyse van het onvoltooide verhaal
Opvallend is dat het lang duurt voordat Kuifje en Haddock aan een reis beginnen. Ook hangt er erg veel af van het toeval. Wie Akkass precies is, blijft in het officiële scenario onduidelijk, hoewel er in een nagelaten notitie van Hergé aanwijzingen zijn dat het gaat om Roberto Rastapopoulos in vermomming, die hier plastische chirurgie heeft ondergaan.

## Voltooide versies
Verscheidene tekenaars hebben het verhaal alsnog voltooid met en door hezelf bedacht slot, en dit illegaal uitgegeven. In 1988 verscheen in een oplage van 150 exemplaren Tintin et l'Alph-art, zonder auteursnaam en met als uitgeversnaam Ramo Nash. Dit album kent meerdere piratenedities die regelmatig opduiken op internetveilingen. Veel bekender is de versie van de Frans-Canadese tekenaar Yves Rodier. Van zijn album bestaan meerdere edities met verschillende omslagen, Frans- en Engelstalig, in zwart-wit en in kleur. De pagina's zijn op internet in te zien. Het blijft echter een onofficieel album. 
Rodier raakte bevriend met Bob De Moor van Studio Hergé en besprak vlak voor diens dood de mogelijkheid gezamenlijk aan een nieuwe, officiële versie te werken, op een herzien scenario van Greg. De Moor stuitte op bezwaren van Hergés weduwe, waardoor het album nooit officieel is afgemaakt. Een ander onvoltooid verhaal is Kuifje en de Thermozero en Un Jour d'Hiver, dans un Aéroport (Op een Winterdag op een Luchthaven).

## Wetenswaardigheden
- De Franstalige kleurenuitgave kwam in januari 2004 in Frankrijk uit. In juni waren er 400.000 exemplaren verkocht.[3]